# Viadukt Morlaix
Viadukt Morlaix je železniční viadukt postavený v letech 1861–1864, který se nachází ve městě Morlaix v departementu Finistère v Bretani, překračuje řeku Morlaix a vede železnici Paříž-Montparnasse – Brest k městskému nádraží.
Viadukt je chráněnou historickou památkou Francie.

## Poloha
Viadukt Morlaix se nachází v km 562,4642 na železniční trati Paříž-Montparnasse–Brest. Předchází mu stanice Plouigneau a viadukt Trévidy a vede do stanice Morlaix, která se nachází na výšině města v nadmořské výšce 61 m.

## Historie
Před svým vybudováním vzbuzoval viadukt kontroverze, zejména kvůli svému umístění v centru města. Dne 25. května 1860 se většina místních radních (15 z 19) usnesla na tom, že dílo vzhledem ke své velikosti by „bylo překážkou řádného větrání města sevřeného v úzkých údolích“. Ale společnost Compagnie de l'Ouest to ignorovala. Viadukt byl postaven v letech 1861–1864 podle návrhů inženýra Josepha Fénouxe.
Dne 29. ledna 1943 zde v rámci spojeneckých strategických bombardovacích náletů shodilo osm amerických stíhacích bombardérů typu Boston Royal Air Force 43 bomb, které omylem zabily osmdesát obyvatel. Pouze jedna bomba poškodila viadukt, který byl rychle opraven. Stejně důležitý viadukt La Méaugon, který se však nachází daleko od obydlí, bombardován nebyl.

## Stavba
Stavba viaduktu byla zahájena 20. července 1861. První vlak projel po viaduktu 2. listopadu 1863.
Společností Compagnie de l'Ouest byl předán 11. prosince 1863 a do provozu byl uveden 25. dubna 1865.
Dne 28. září 1891 byla uvedena do provozu trať s metrovým rozchodem Morlaix – Carhaix, která využívala viadukt přidáním třetí koleje.
Viadukt je 292 m dlouhý a 62 m vysoký. Jeho hlavní rozpětí je 15,50 m. Je dvouúrovňový, s devíti oblouky o délce 13,47 m na spodní úrovni a čtrnácti oblouky o délce 15,50 m na horní úrovni. Tloušťka pilířů se pohybuje mezi 11,16 a 19,36 m. Viadukt o celkovém objemu 65 830 m³ si vyžádal 11 000 m³ broušené žuly, 52 209 m³ hrubé suti, 3 401 m³ upravené suti, 2 724 m³ opracovaných kvádrů, 20 000 m³ písku, 2 500 m³ dřeva a 43 tun železa. Navzdory zdání nebyl viadukt postaven výhradně z opracovaných kvádrů.

## Galerie

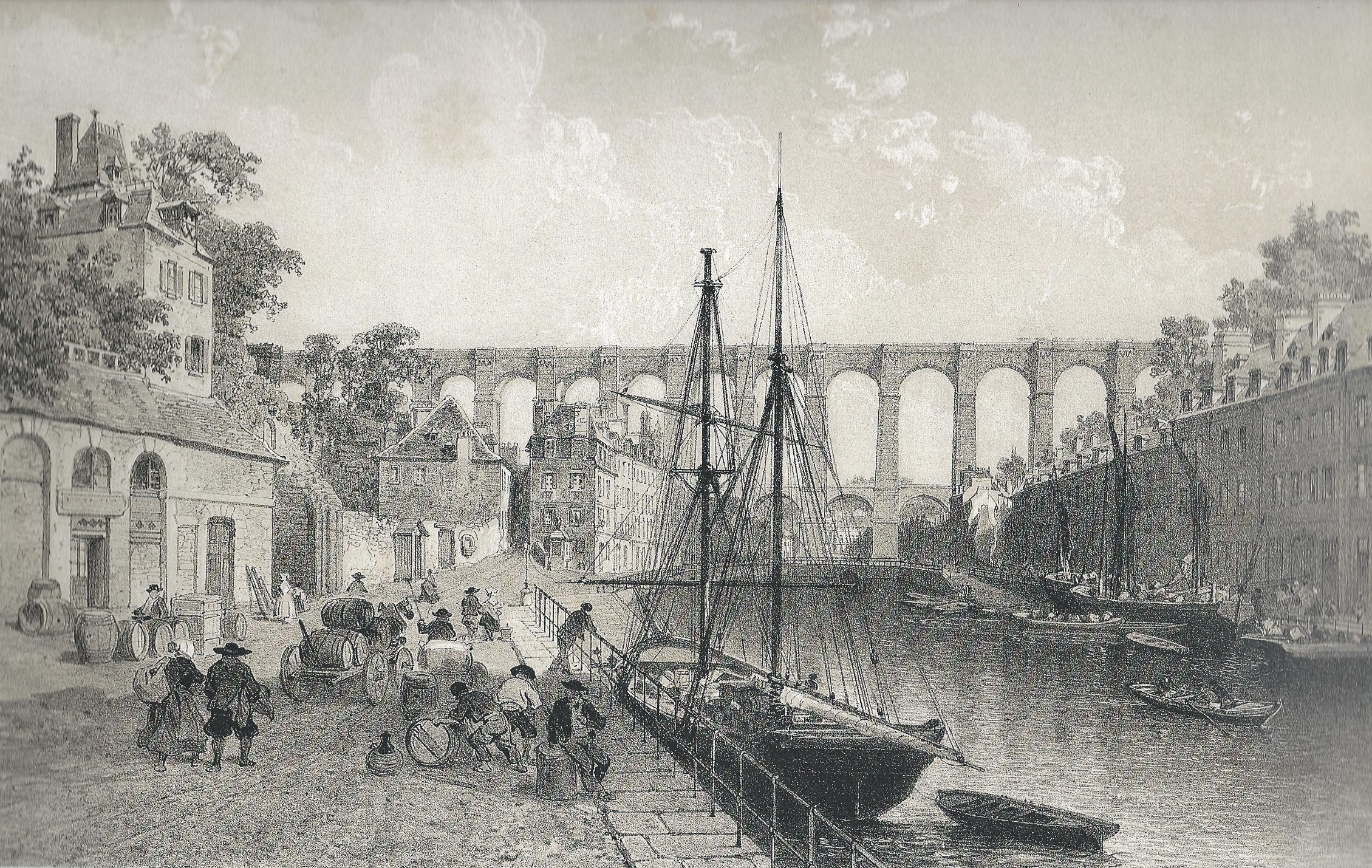
Félix Benoist, 1865: Železniční viadukt a přístav
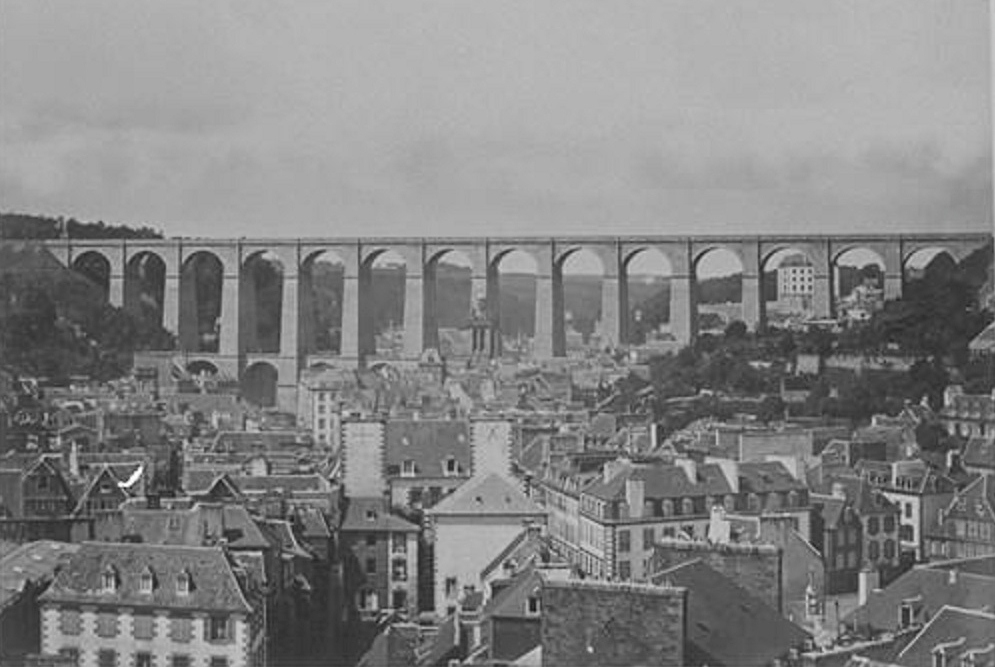
Viadukt v roce 1873
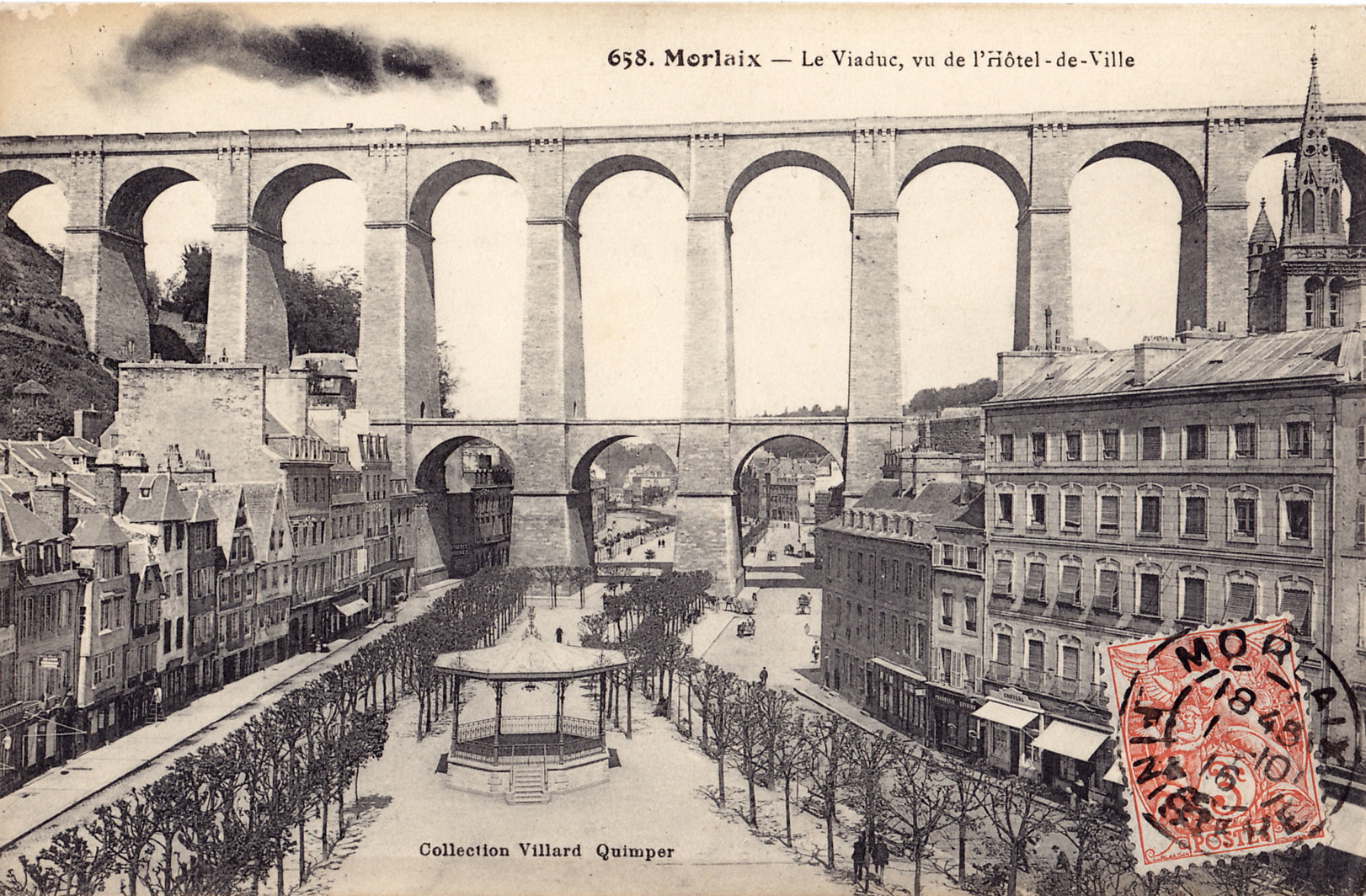
Pohled z radnice na počátku 20. století.
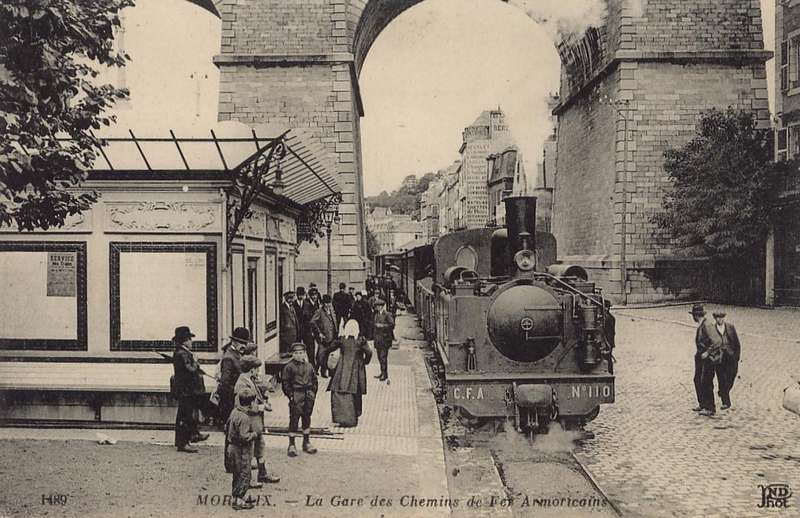
Pod viaduktem vedla železniční trať Chemins de Fer Armoricains.
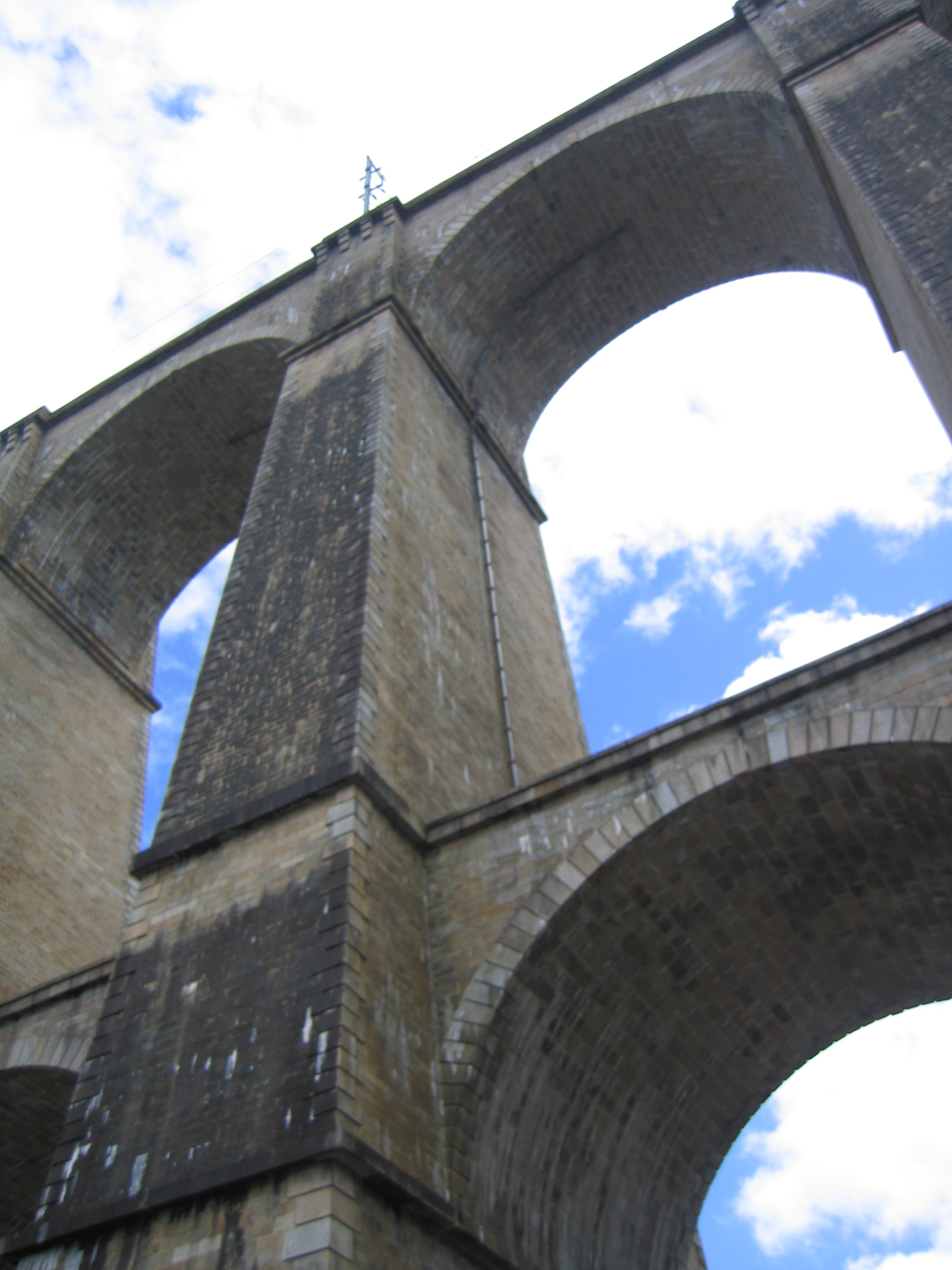
Detail